# Кабубы
Кабубы, или вымпельные рыбы-бабочки (лат. Heniochus), — род морских рыб из семейства щетинозубых отряда окунеобразных.

## Описание
У кабуб высокое плоское тело с пятнистым маленьким вытянутым рылом и удлинённым четвёртым лучом спинного плавника, образующим характерный «вымпел», размер которого зависит от вида. Длина тела рыб от 17 (H. pleurotaenia) до 30 см (H. singularius).
Тело сжатое по бокам. Спина сильно приподнятая, округлая. Чешуя среднего размера, на голове и основании плавников более мелкая. Боковая линия сильно изогнутая, идёт параллельно профилю спины, на хвостовом стебле — до основания хвостового плавника. Голова маленькая. Рыло несколько выдаётся вперёд, заканчивается ртом маленького размера. Челюсти покрыты щетинковидными мелкими зубами. На нёбных костях зубы отсутствуют. Предкрышечная кость зазубренная, шип отсутствует. Глаза относительно крупные. У некоторых видов, особенно у самцов, с возрастом появляются костные роговидные колючие бугры на затылке и впереди орбит. В спинном плавнике 11—12 острых колючих лучей. Четвёртый из них самый длинный и иногда переходит в очень длинный нитевидный вырост. Мягкий спинной плавник закруглен. В анальном плавнике 3 сильных колючих луча; мягкая часть плавника притупленная сзади или слегка угловатая. Грудные плавники заостренные. Брюшные плавники закруглённые, широкие, с колючим лучом. Хвостовой плавник обрезан прямо, несколько вогнутый или выемчатый.

## Ареал и места обитания
Обитают в тропическом поясе Индийского и Тихого океанов от Красного моря и восточного побережья Африки до Гавайев. Живут на коралловых рифах. Питаются в основном зоопланктоном при случае поедая и донных беспозвоночных. Один вид — H. diphreutes — питается исключительно зоопланктоном. Часто встречаются стаями.

## Виды
- Heniochus acuminatus — Белопёрая кабуба, или белопёрая вымпельная бабочка
- Heniochus chrysostomus — Трёхполосая вымпельная бабочка[1]
- Heniochus diphreutes — Стайная вымпельная бабочка[1], или флаговый хениохус[1]
- Heniochus intermedius — Красноморская кабуба[1], или красноморская вымпельная бабочка[1]
- Heniochus monoceros — Желтохвостая кабуба, или желтохвостая вымпельная бабочка, или масковая вымпельная бабочка
- Heniochus pleurotaenia — Вымпельная бабочка-фантом[1]
- Heniochus singularius — Филиппинская вымпельная бабочка[1]
- Heniochus varius — Бурая вымпельная бабочка[1]

## Фото

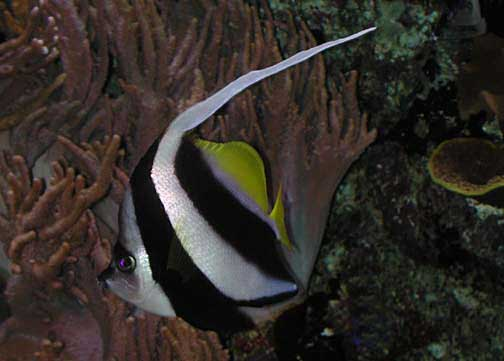
Heniochus diphreutes
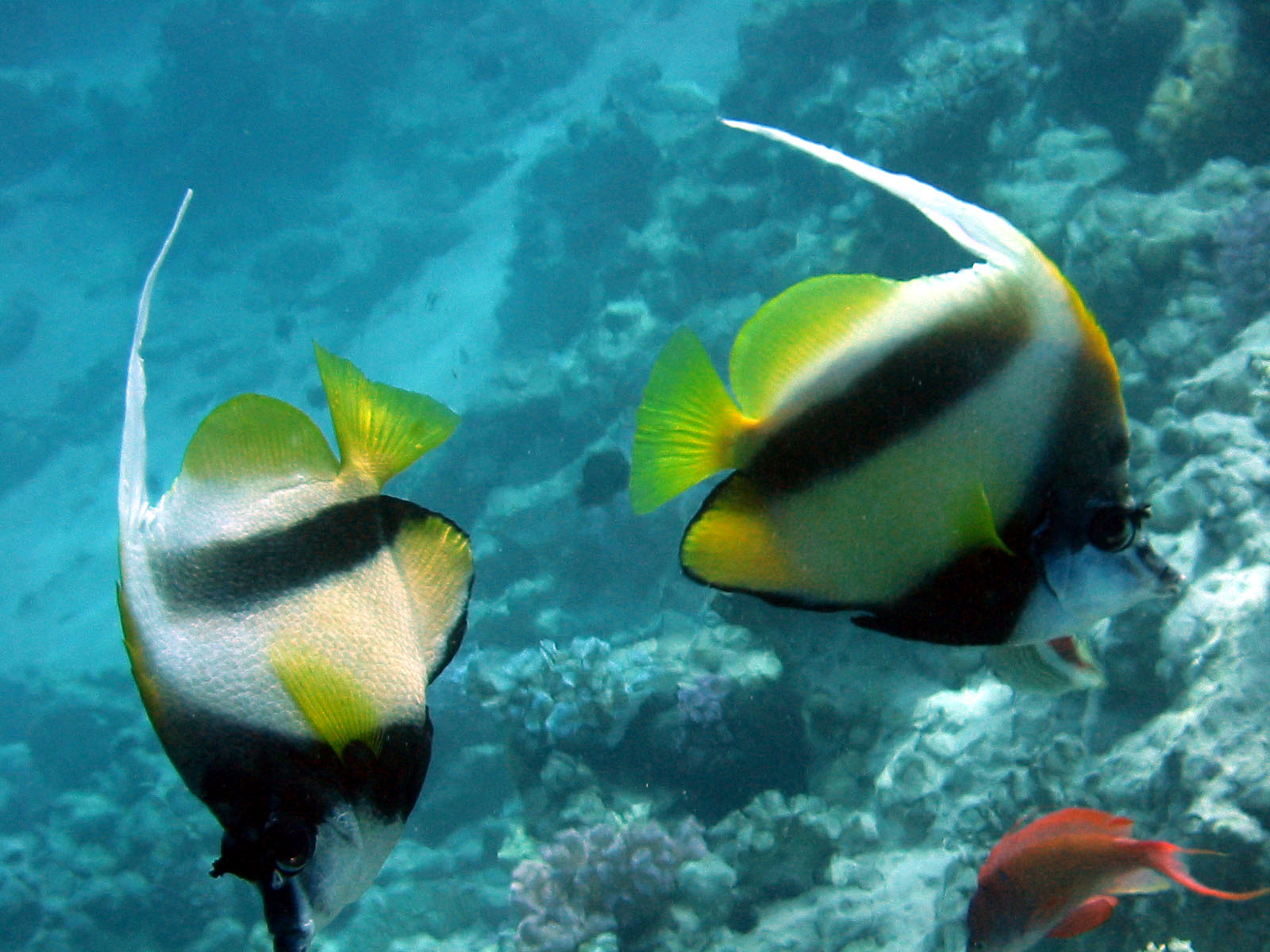
Heniochus intermedius